# Сань-цай

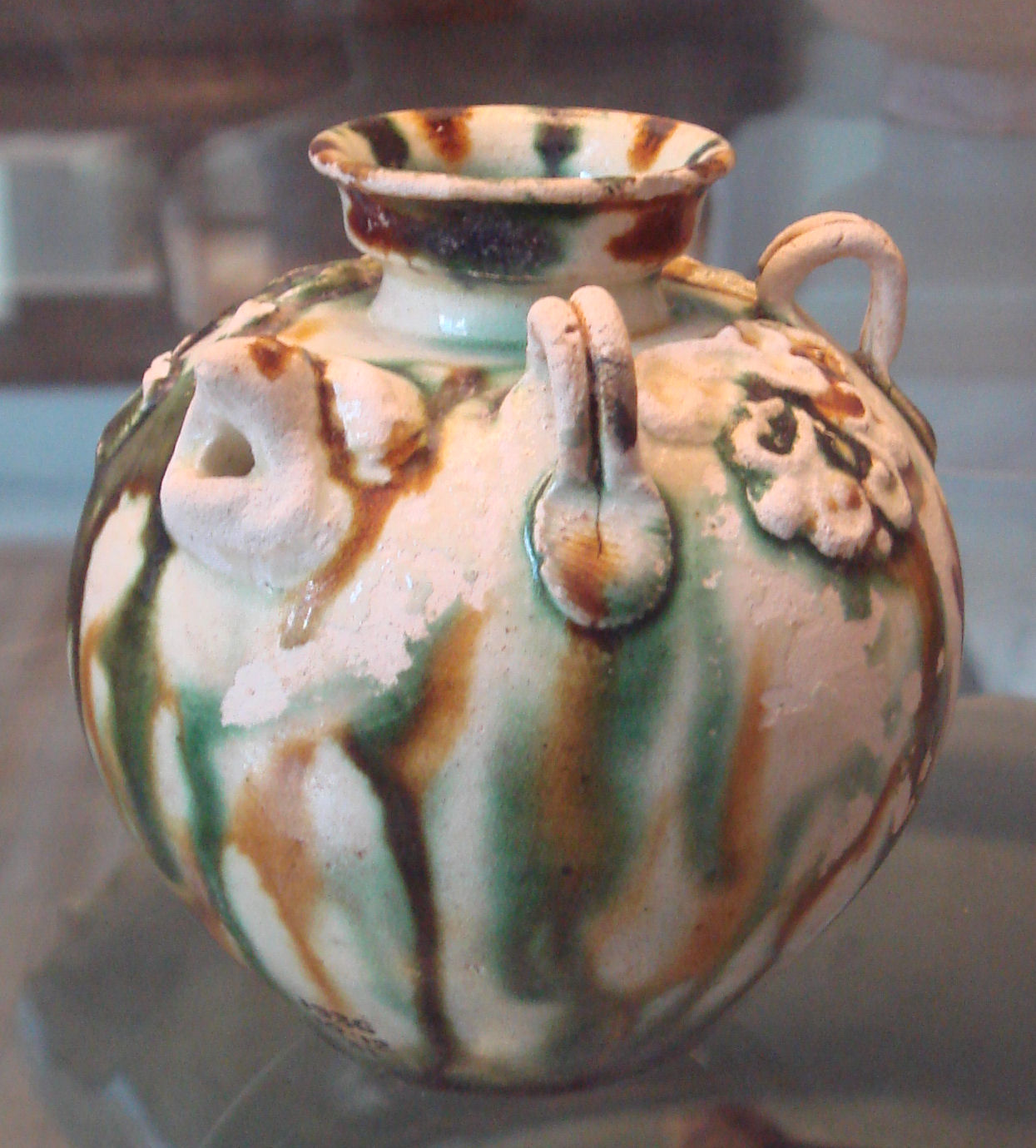
Керамическая чаша в технике сань-цай со свинцовым глазированием, династия Тан, Китай, VIII в. н. э.

Сань-цай (кит. упр. 三彩, пиньинь sāncǎi; дословно: «три цвета») — тип керамики, в котором для украшения используется три цвета. В русскоязычных текстах также встречается неграмотное написание «санкай».

## История
Техника сань-цай восходит к эпохе династии Тан. Однако, несмотря на название, количество цветов глазури для украшения изделий той эпохи обычно не ограничивалось тремя. Торговцы на Западе иногда называли изделия сань-цай эпохи Тан «яйцом со шпинатом», за использование в них зелёного, жёлтого и белого цветов (хотя последний цвет более точно можно назвать «янтарным», «не совсем белым» или «кремовым»).
Изделия сань-цай делали в северном Китае, где для изготовления керамики использовались белый каолин и обожжённый тёмно-жёлтый вторичный каолин, а также огнеупорная глина. В этом сырье содержится очень мало железа. Изделия перед обжигом покрывали белой глиной и наносили глазурь. Из-за высокой пластичности материала на изделии образовывались переплетающиеся подтёки, которые создавали на поверхности цветные пятна и полосы.
В печах, расположенных в Тунчуане, округе Нэйцюи провинции Хэбэй и в Гунсяне (провинция Хэнань), глина, использовавшаяся для ритуальных изделий, была похожа на ту, которую использовали гончары эпохи империи Тан. Ритуальные изделия изготовляли при более низкой температуре, чем белый фарфор той эпохи. В некоторых случаях фигуркам в наборе придавали индивидуальность с помощью ручной гравировки.

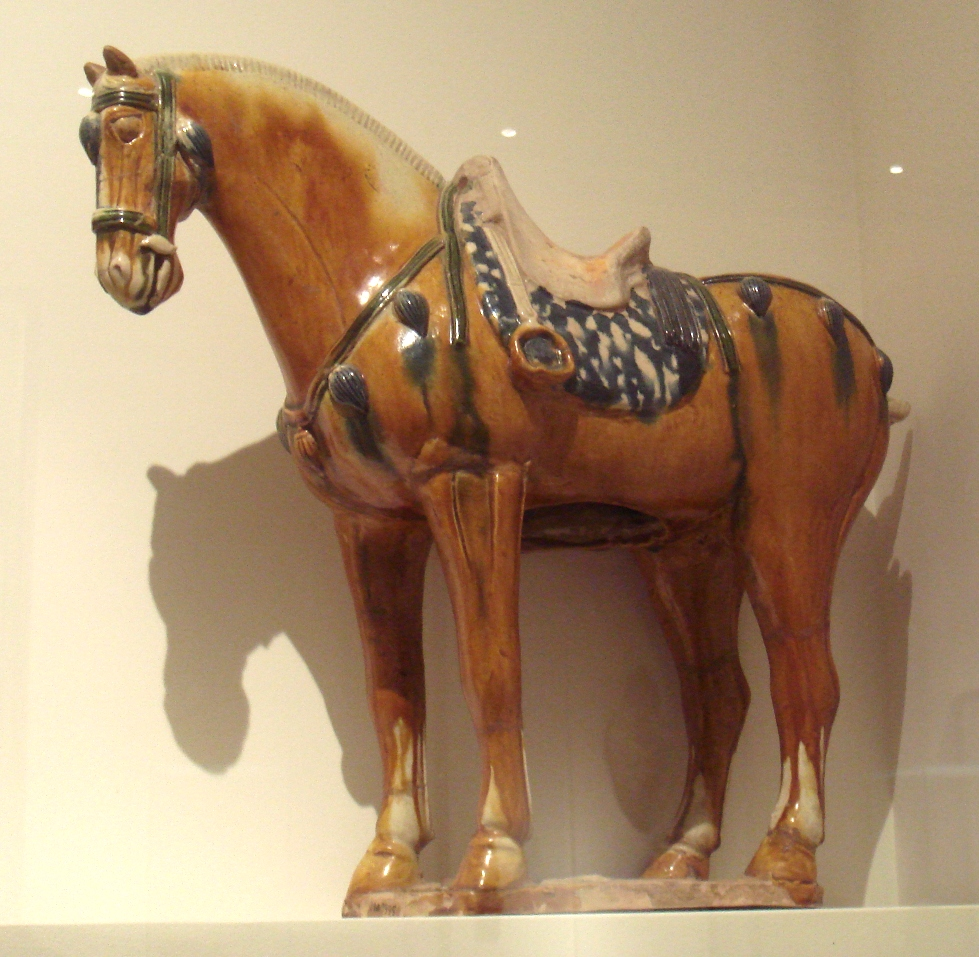
Лошадь из керамики сань-цай, династия Тан, VII—VIII вв.
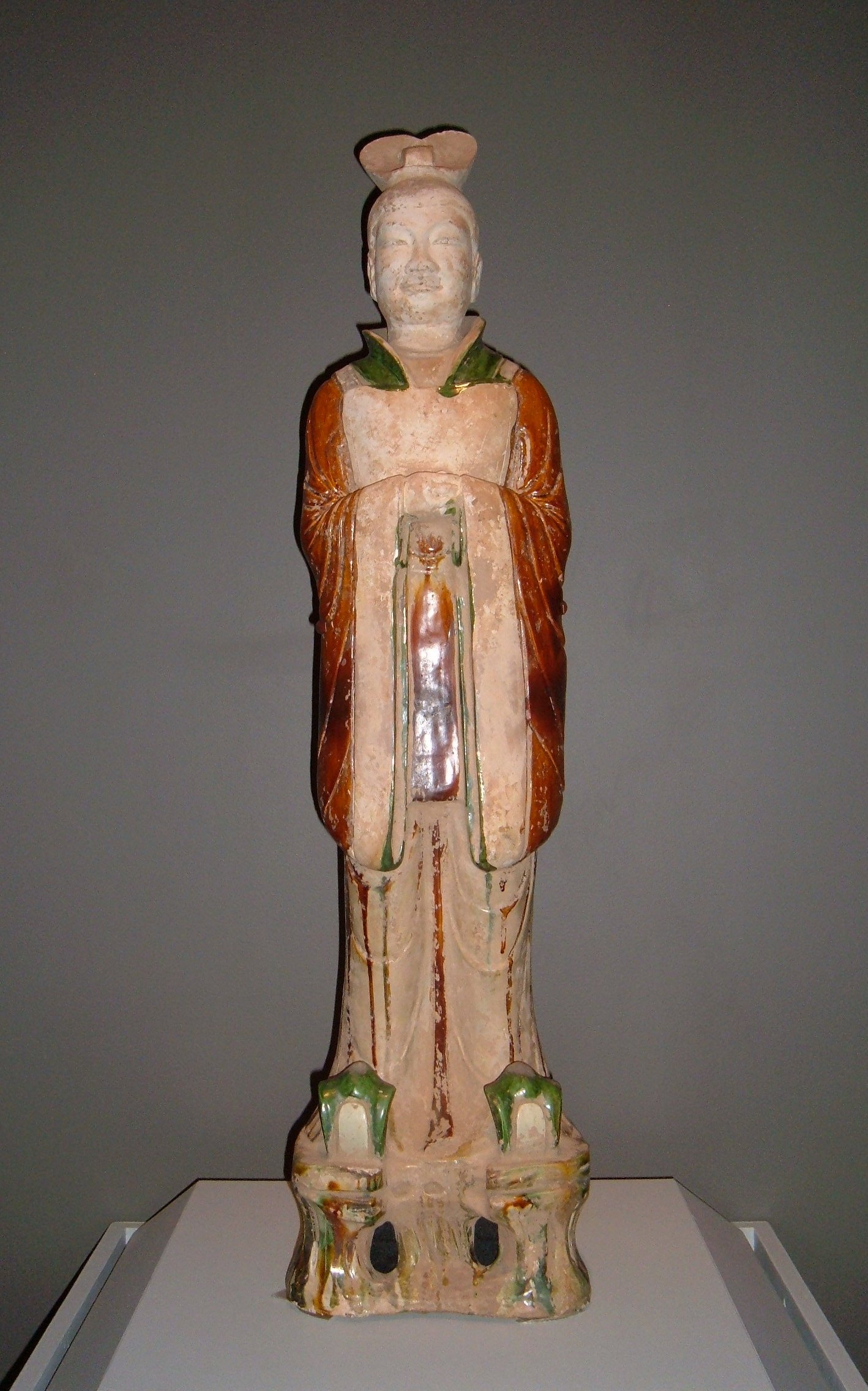
Фигурка из гробницы, стиль сань-цай, VII—VIII вв., династия Тан.
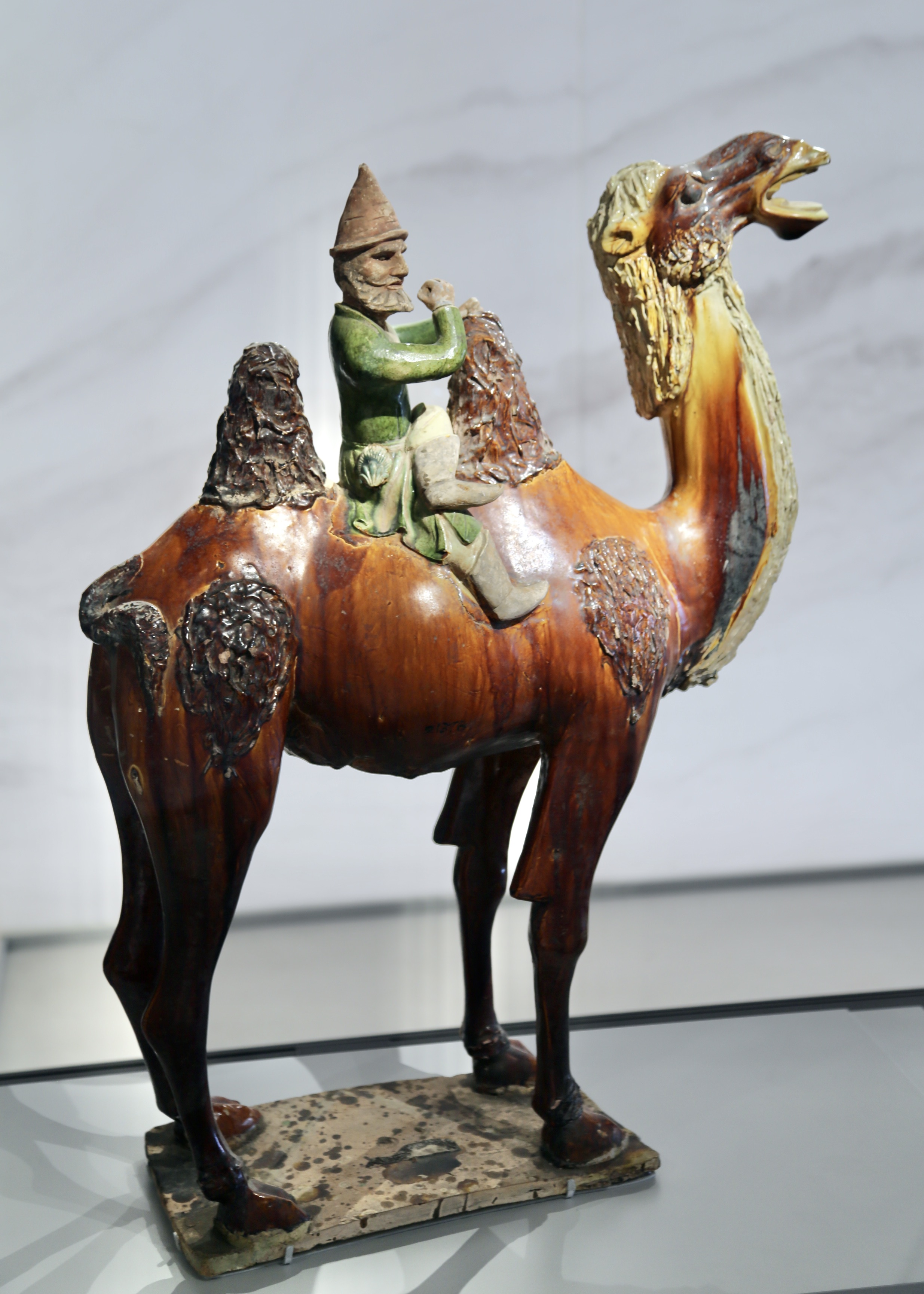
Согдийский наездник на верблюде, стиль сань-цай, династия Тан.
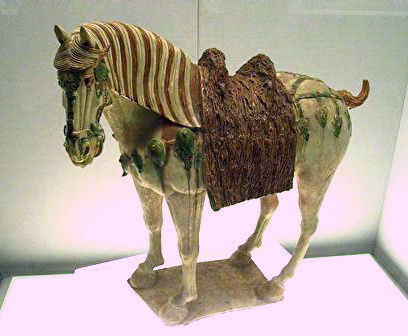
Лошадь из керамики сань-цай, династия Тан. Шанхайский музей
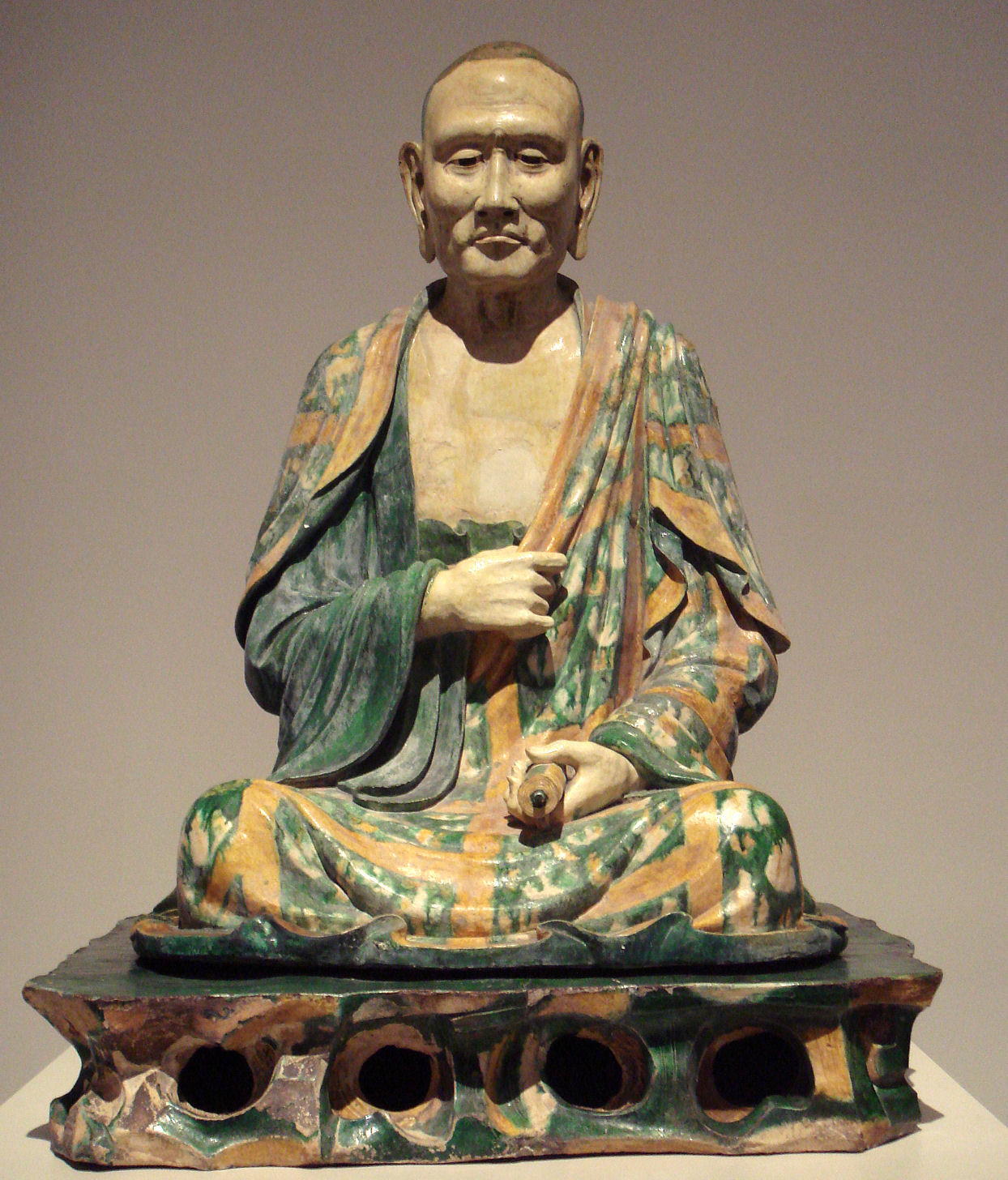
Архат, стиль сань-цай, династия Ляо, ок. 1000 г.
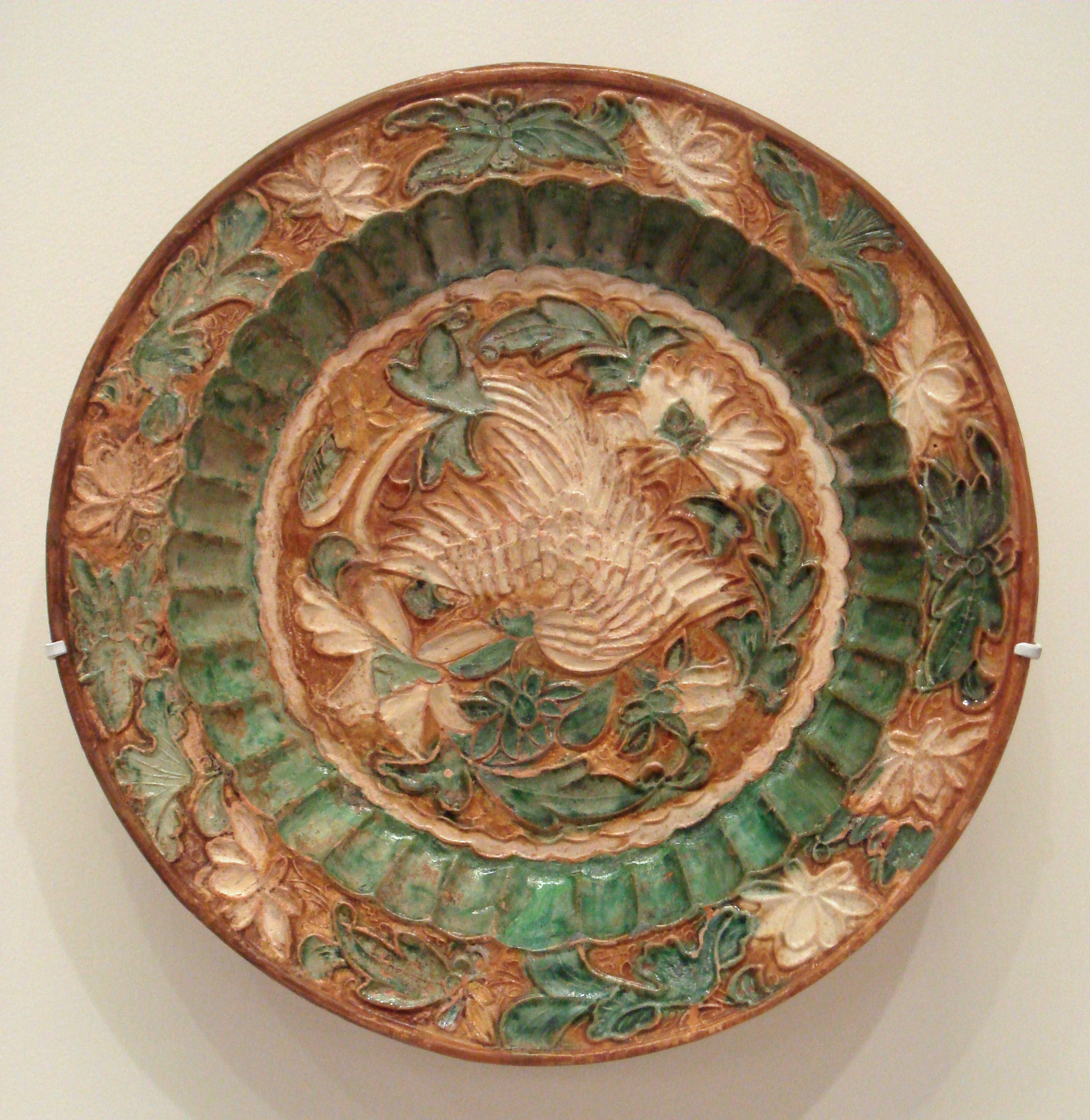
Тарелка сань-цай, династия Ляо, X—XII в.
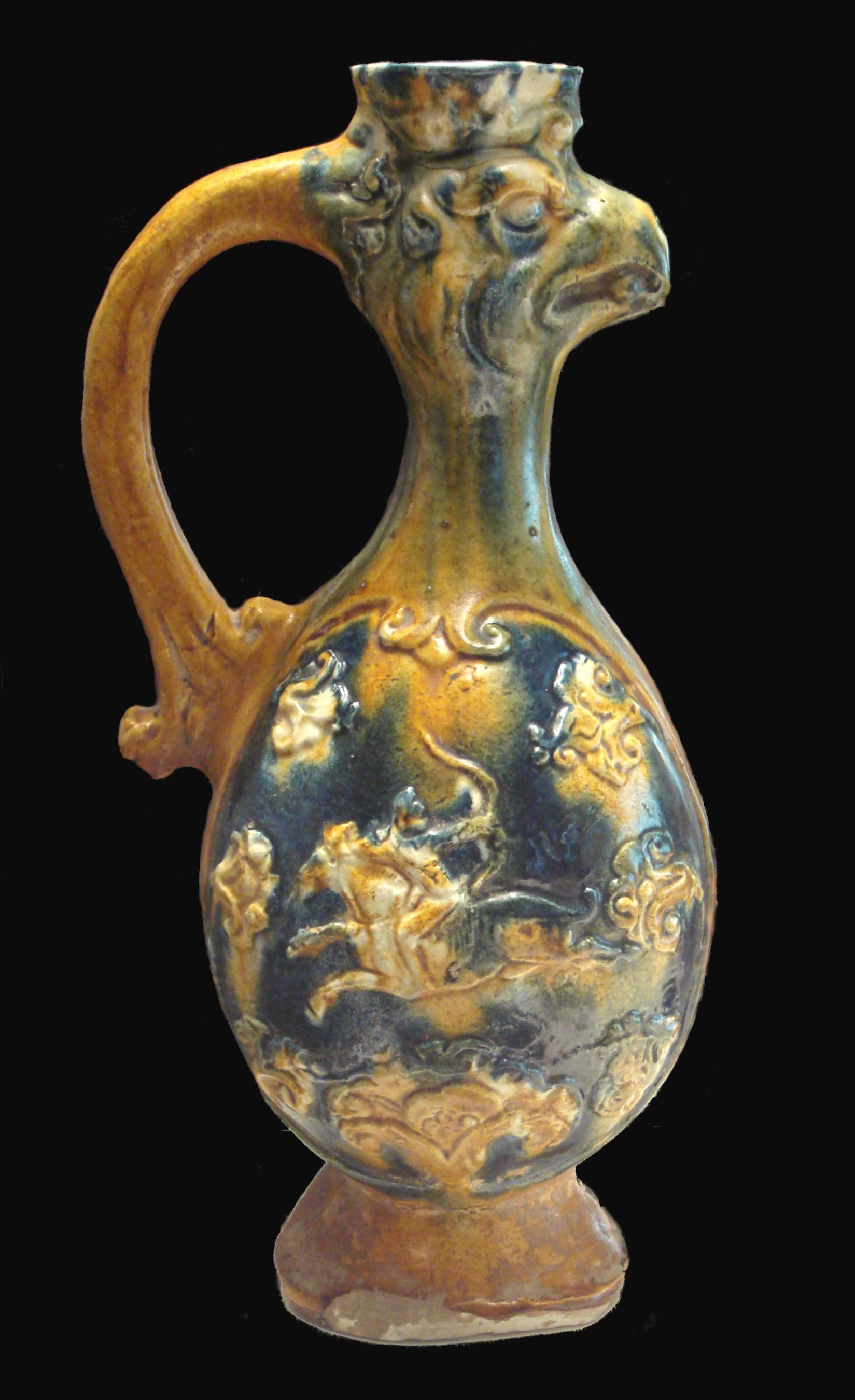
Ваза в стиле сань-цай, распространённая в Центральной Азии и Персии, династия Тан, VIII—IX в. Музей восточных искусств (Париж).

## Влияние на другие культуры

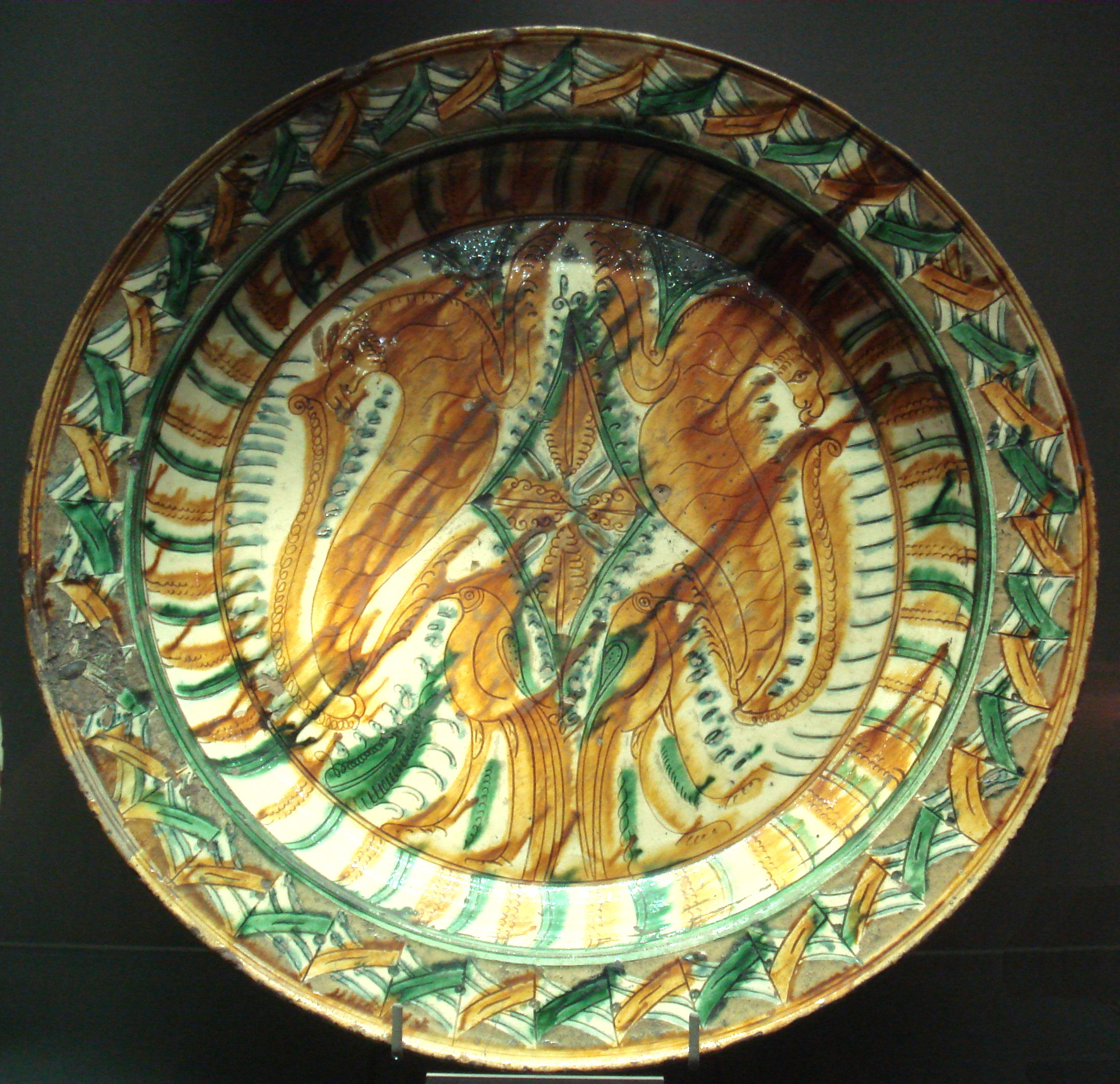
Итальянский фарфор зарождался под сильным влиянием китайского. Блюдо в стиле саньцай, сделанное в Северной Италии, середина XV в., Лувр.

Керамику саньцай перевозили по Великому шёлковому пути, благодаря чему этот стиль позже появился в других странах. Он получил широкое распространение в Сирии, на Кипре, а затем, с XIII до середины XV века, стал применяться в итальянской керамике. Саньцай стал также популярен в керамическом искусстве Японии и других стран Восточной Азии.

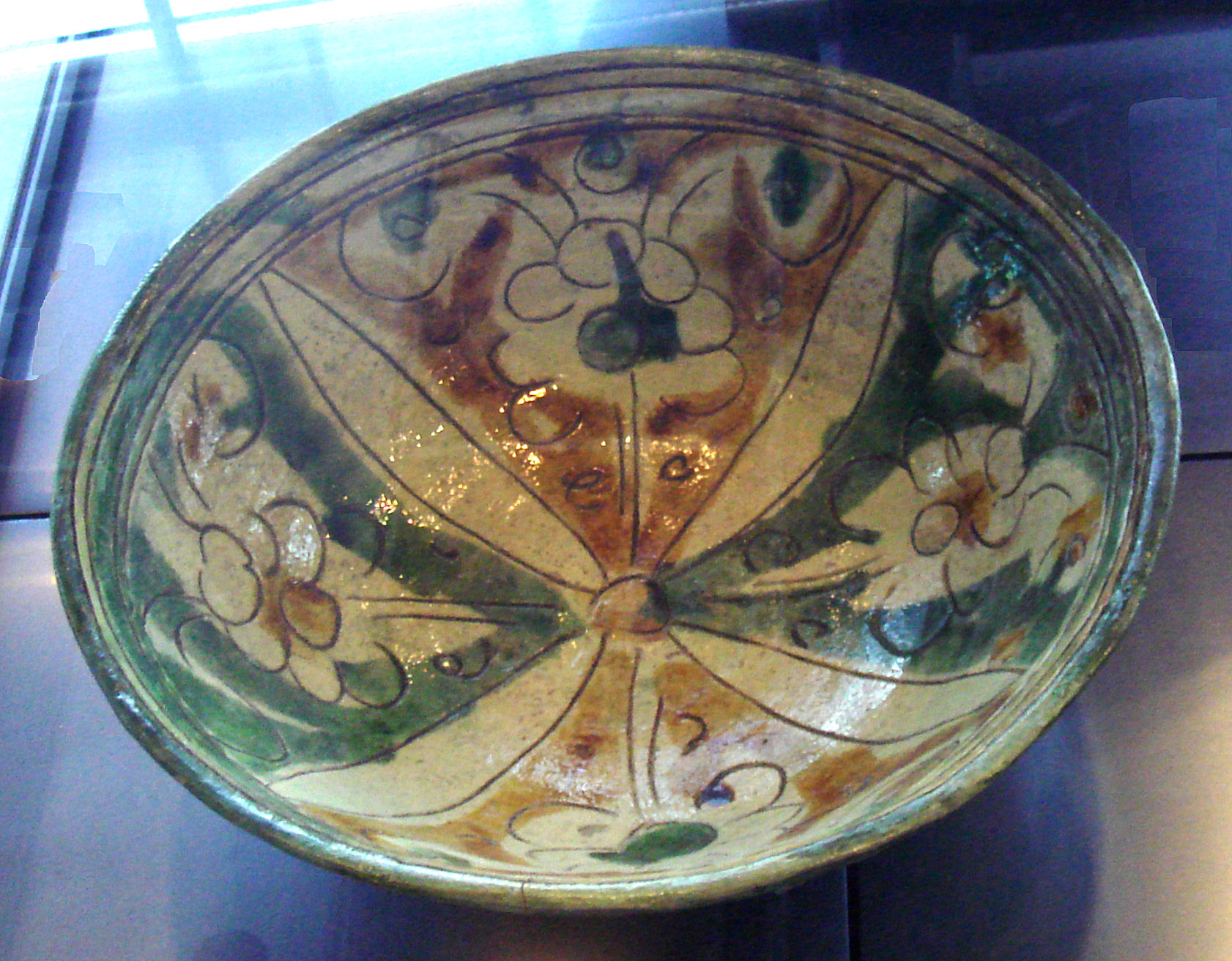
Сирийская трёхцветная керамика, XIII в.
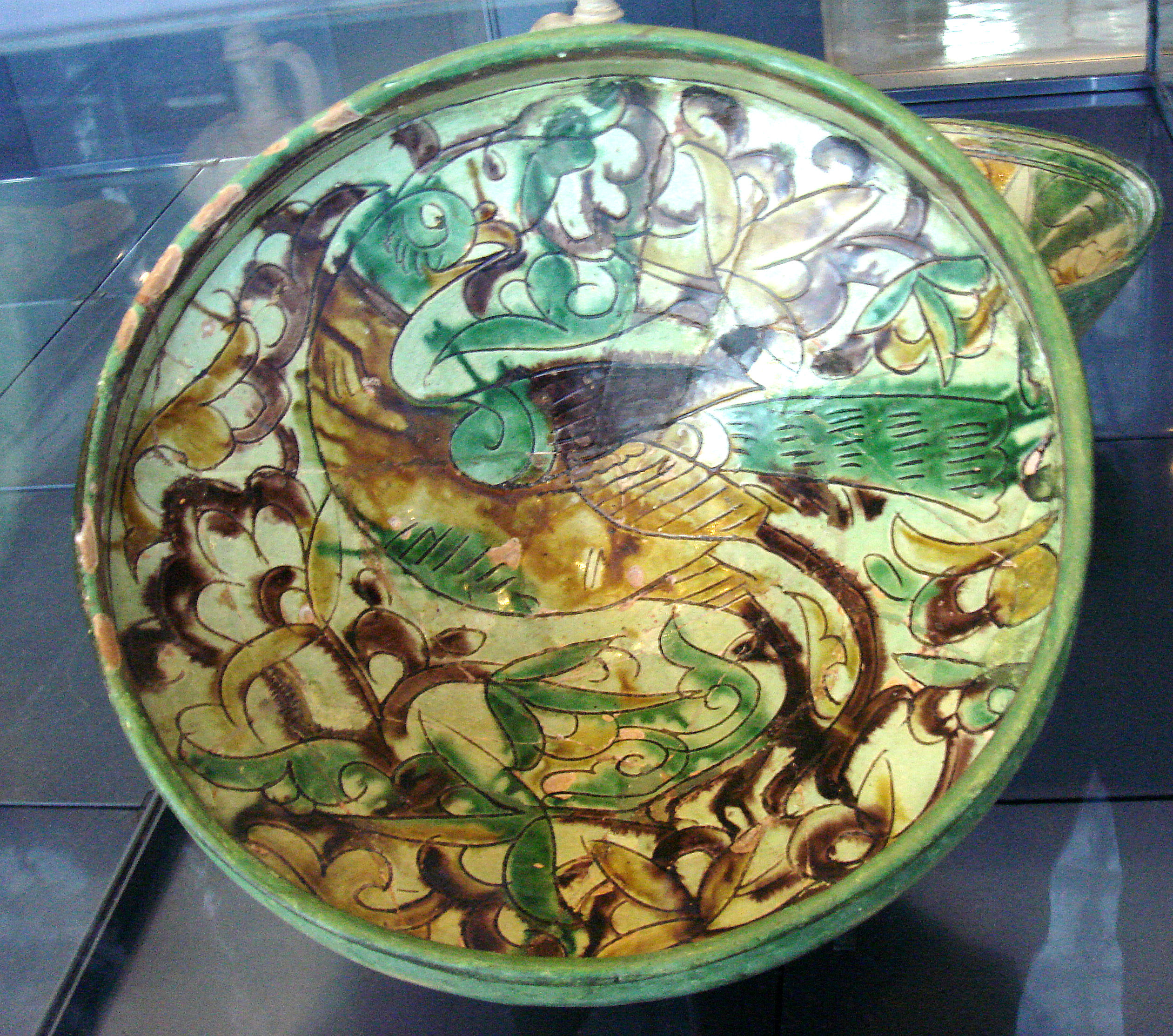
Сирийская трёхцветная керамика, XIII в.
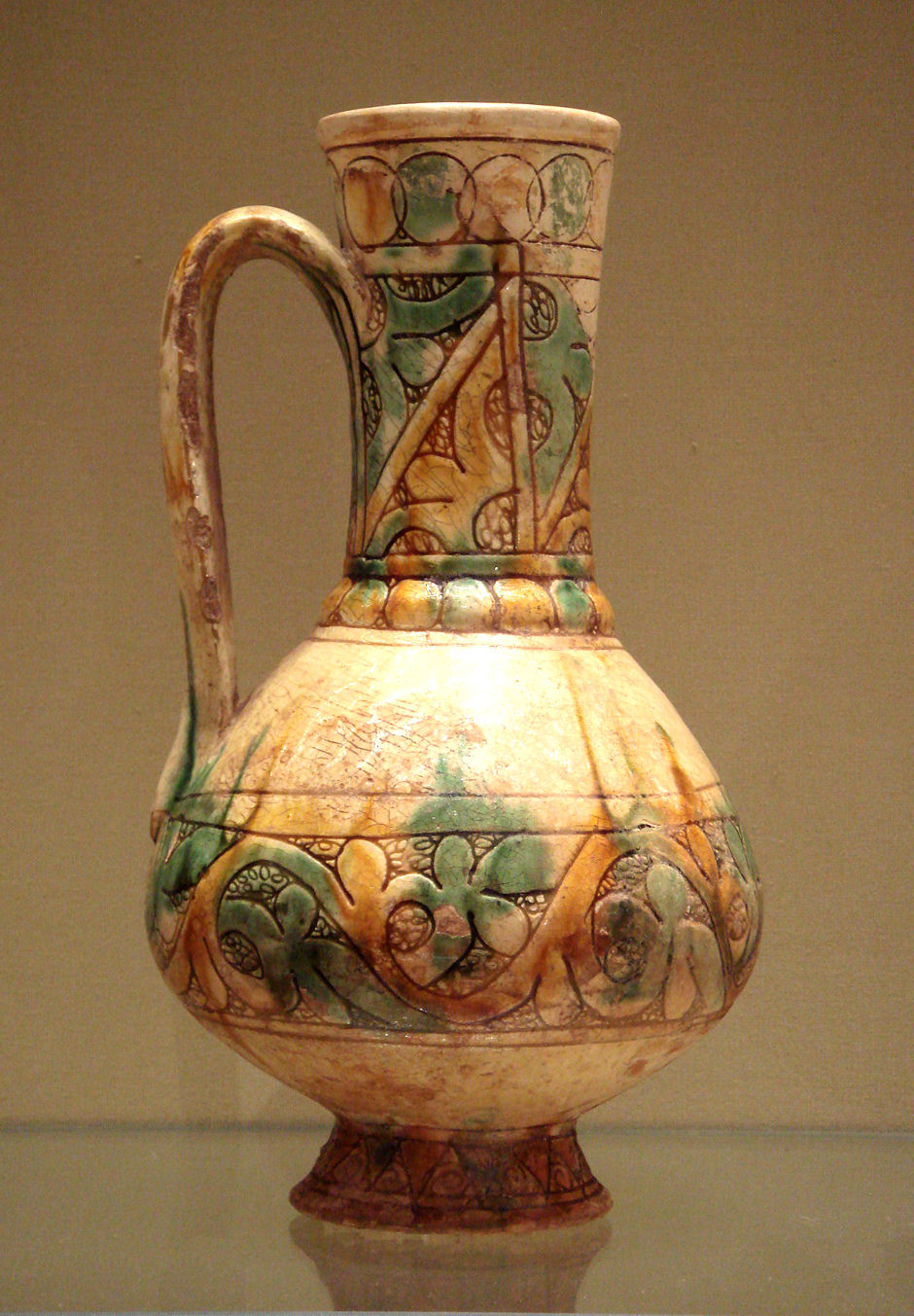
Трёхцветная керамика, Кипр, XIV в.
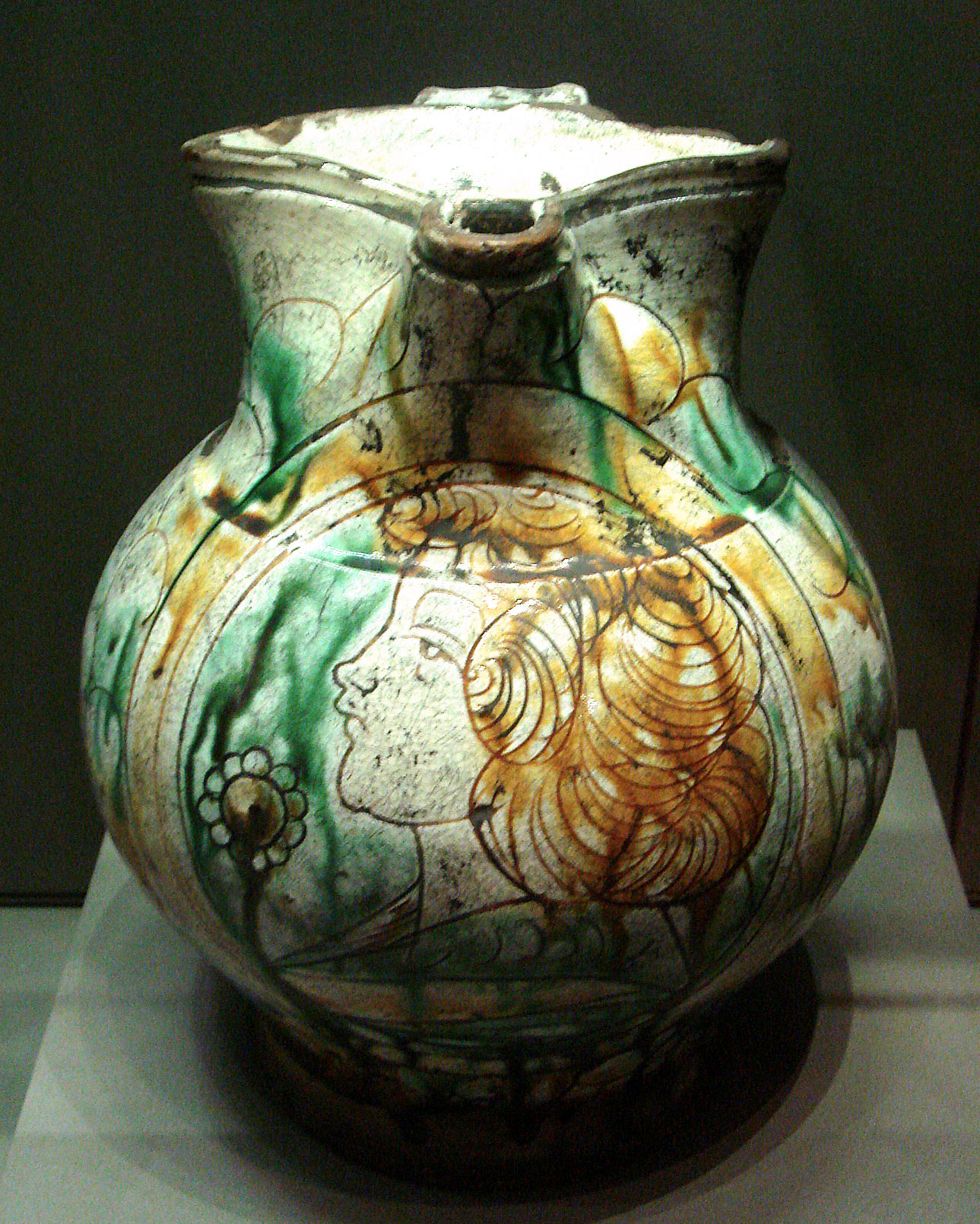
Итальянская трёхцветная ваза, середина XV в.
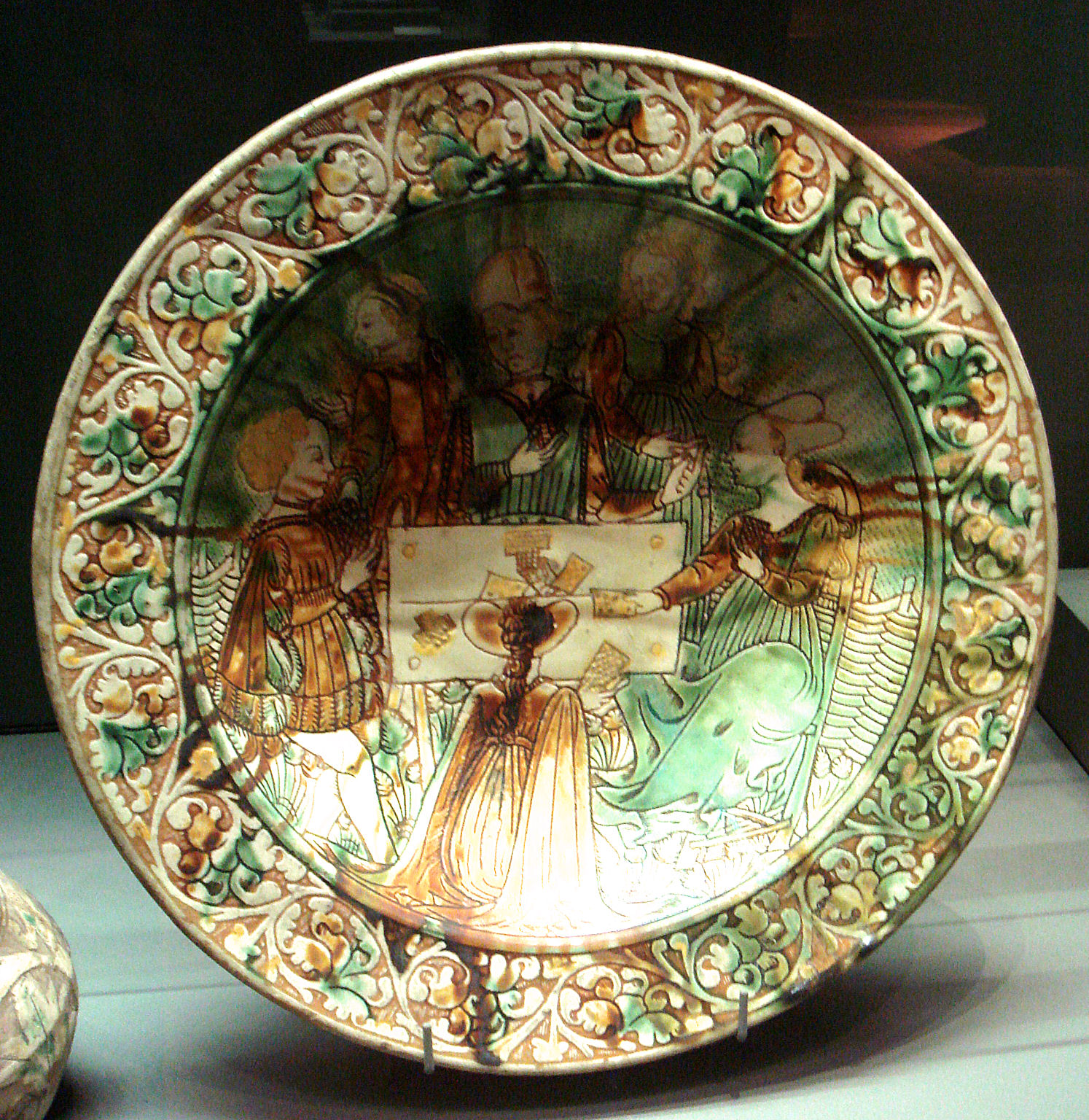
Итальянская трёхцветная тарелка, середина XV в.